# Tuna backar

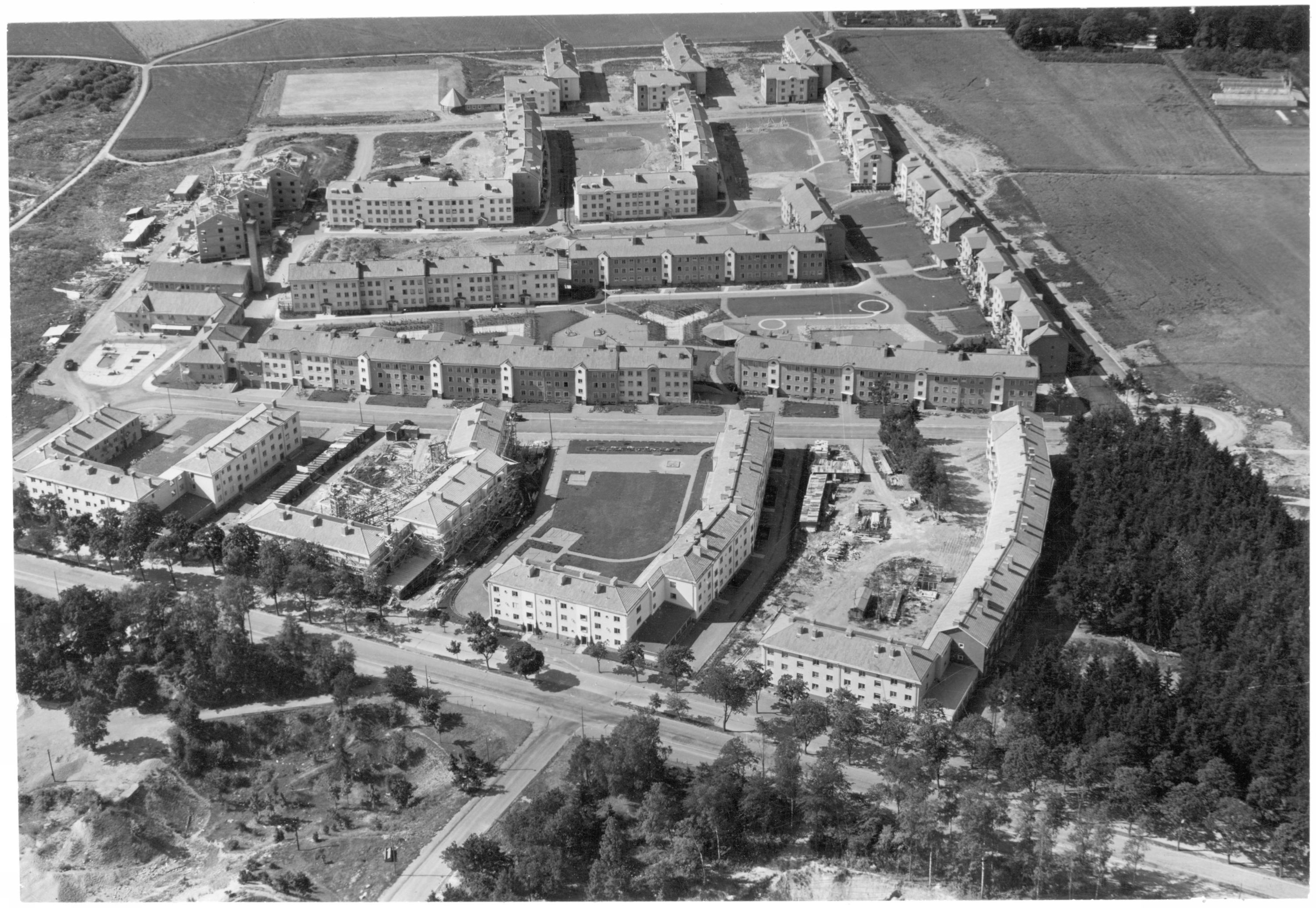
Flygfoto över Tuna backar under uppförande.

Tuna backar, även Tunabackar, är en stadsdel i norra Uppsala, närmast nordväst om Svartbäcken. Tuna backar avgränsas av Svartbäcksgatan i öster, Fyrisån i väster, Torbjörnsgatan i söder och Ärna i norr. Bärbyleden delar stadsdelen i två delar: flerbostadshus i söder och villaområdet Bärby hage i norr. I egentlig mening omfattar Tuna backar bara ett kvarter, dock ett relativt stort sådant, som byggdes runt 1950 inom ramen för det kommunala bostadsbolaget och ritades av stadsarkitekten Gunnar Leche. 

## Arkitektur
Leches hus är K-märkta tegelhus med gul putsfasad och anses allmänt representera ett av de finare kulturarven från 1900-talets mitt i Uppsala. Då Gunnar Leche ritade området lade han in lokaler för mjölkbutiker, cykelaffär, lekplatser och även ett kolonilottsområde som planerades och uppfördes samtidigt. Tanken var att man skulle kunna bo bra i en lägenhet och samtidigt ha en kolonilott där man odlade grödor. Mjölkbutikerna inrymmer nuförtiden gemensamma tvättstugor men cykelaffären finns kvar och är fortfarande väldigt populär, så även lekplatserna. Kolonilottområdet, Tunakolonin, finns kvar men minskade i omfattning vid bygget av Bärbyleden. Dagens Tuna backar inkluderar områden vid namn Tunaberg och Bärby hage.

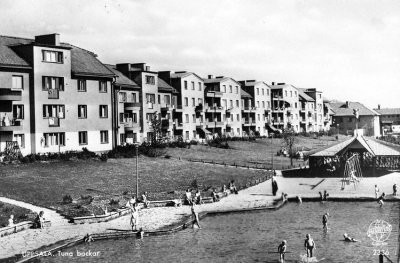
Tuna backar på 1960-talet.
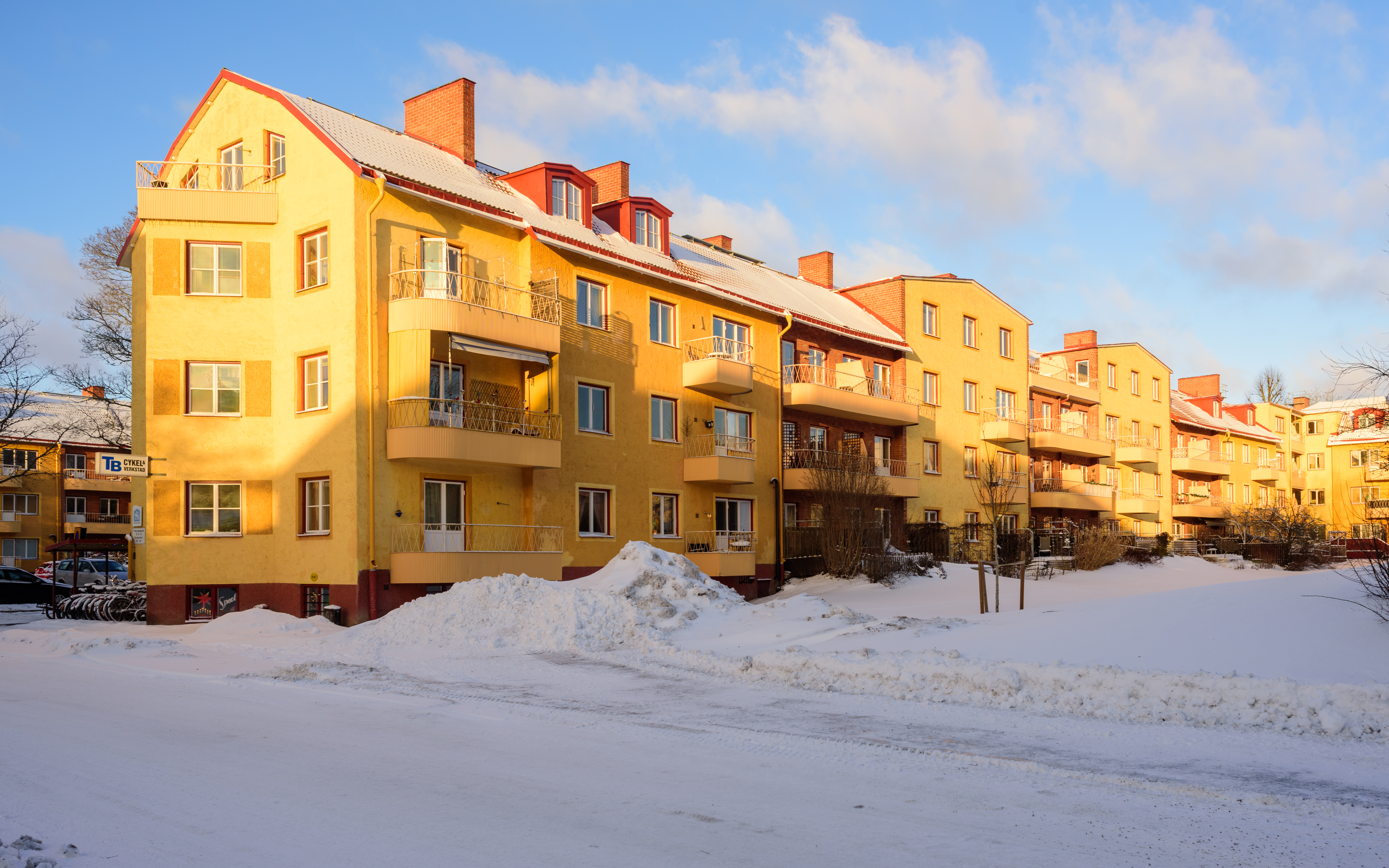
Tuna backar I januari 2025.
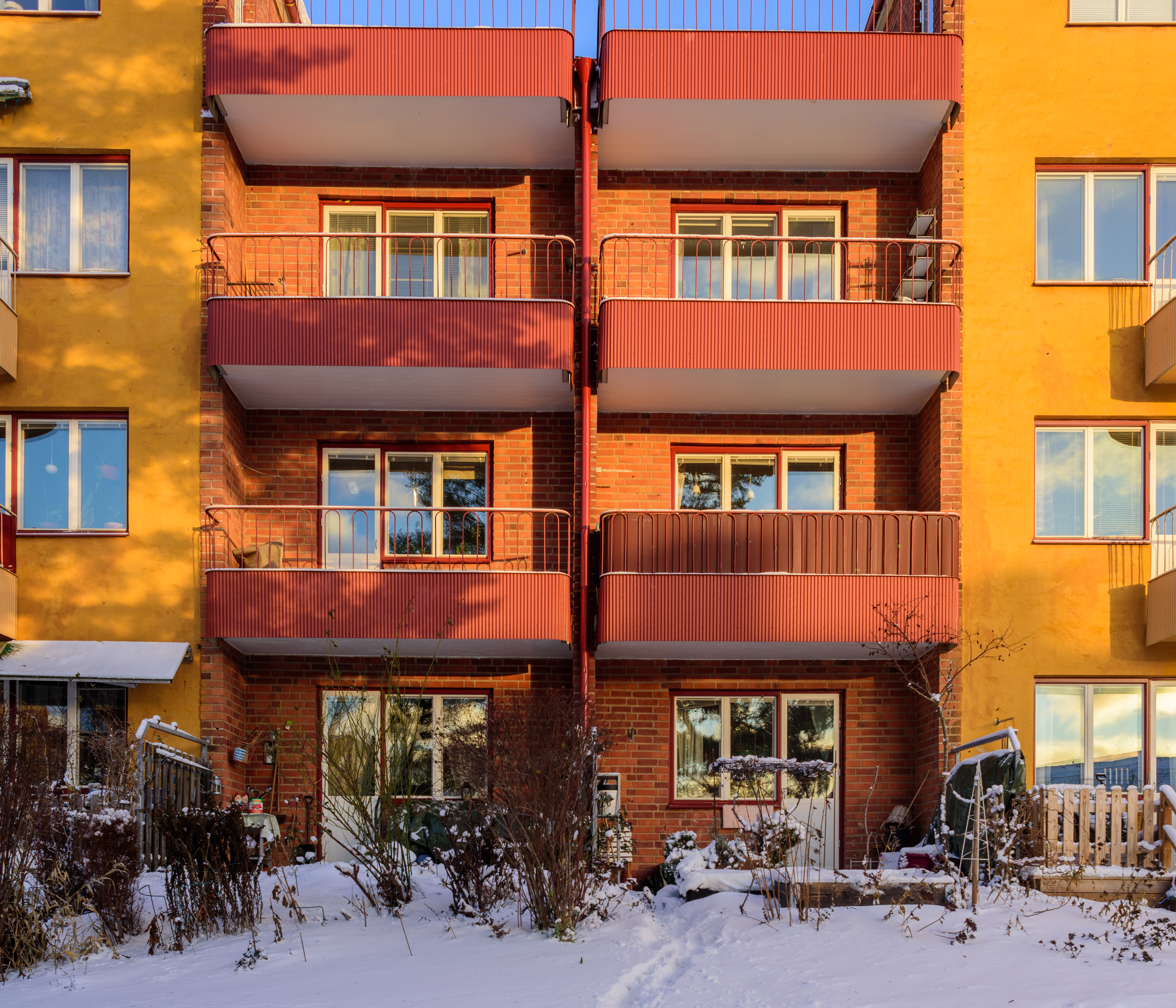
Balkonger på 1950-talshusen.
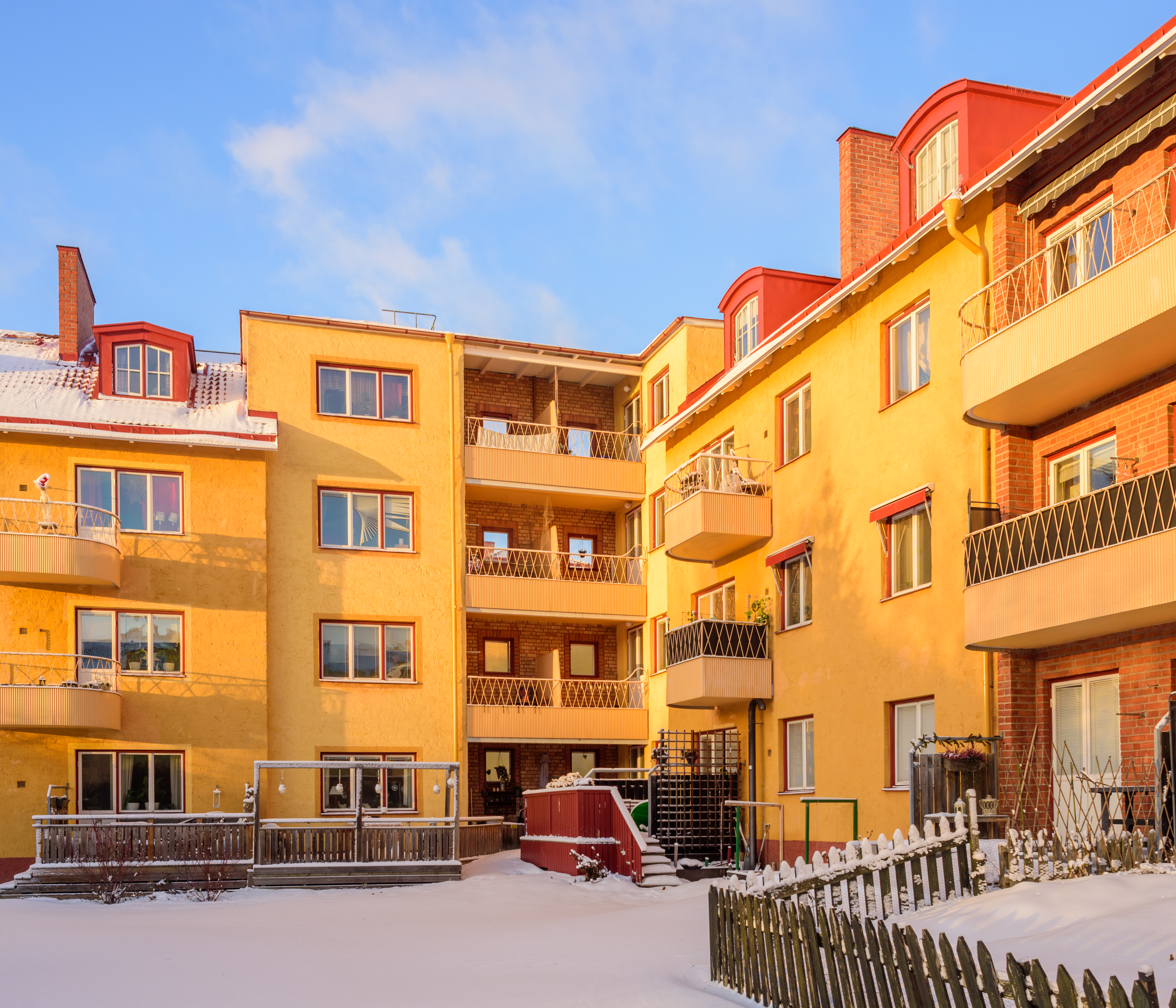
Fasad mot de öppna gårdarna.